# Edward Adelbert Doisy
Pour les articles homonymes, voir Doisy.
Edward Adelbert Doisy, né le 3 novembre 1893 à Hume (Illinois) et mort le 23 octobre 1986 à Saint-Louis (Missouri), est un biochimiste américain qui a reçu la moitié du prix Nobel de physiologie ou médecine en 1943.

## Biographie
Edward Doisy est né le 3 novembre 1893 à Hume dans l'Illinois. Il obtint en 1916 un master à l'université de l'Illinois à Urbana-Champaign et il obtint un doctorat en 1920 à l'université Harvard.
Il fut professeur à l'université Saint Louis. Il fut un compétiteur de Adolf Butenandt lors de la découverte en 1930 de l'estrone. Ils découvrirent en effet la substance indépendamment l'un de l'autre mais seul Butenandt reçu le prix Nobel de chimie en 1939.
Edward Doisy étudia particulièrement les hormones sexuelles, la vitamine K1 (phylloquinone) et la vitamine K2 (ménaquinone).
En 1943, il est lauréat de la moitié du prix Nobel de physiologie ou médecine (l'autre moitié a été remise à Henrik Dam) « Pour sa découverte de la nature chimique de la vitamine K ».
Il contribua également à l'amélioration de la méthode d'isolation et d'identification de l'insuline.

## Distinctions et récompenses
- 1943 : Prix Nobel de physiologie ou médecine
- 1941 : Willard Gibbs Award